# Дигидроортофосфат калия
Дигидроортофосфа́т ка́лия KH2PO4 (дигидрофосфат калия, монофосфат калия, двукислый фосфат калия) — калиевая кислая соль ортофосфорной кислоты; порошок белого цвета с плотностью 2,34 г/см³.
При температуре 252,6° разлагается: KH2PO4 = KPO3 + H2O.
Растворимость в воде следующая: при 20 °C в 100 мл растворяется 22,6 г, при 90 °C — 83,5.

## Получение
Растворимые в воде ортофосфаты, в том числе и монофосфат калия, получают добавлением необходимых количеств ортофосфорной кислоты H3PO4 к растворам гидроксидов или карбонатов.

## Применение
Однозамещённые ортофосфаты используются при производстве фосфорных удобрений, в фармацевтической промышленности. Кристаллы однозамещённых ортофосфатов — ценные сегнето- и пьезоэлектрические материалы.
Монофосфат калия используется в качестве фосфорного и калийного удобрений в растворённом виде для корневых и внекорневых подкормок.
Дигидрофосфат калия используется при приготовлении фосфатного буфера.
Кристаллы дигидрофосфата калия применяются в качестве нелинейных оптических кристаллов и известны как KDP. Кроме того, в том же качестве применяются кристаллы дейтерированного KDP (KD2PO4) — DKDP.
Кристаллы дигидрофосфата калия обладают также свойствами сегнетоэлектриков.